# ガントレット (1977年の映画)
『ガントレット』（The Gauntlet）は、1977年のアメリカ映画。証人護送を命じられた刑事と事件の揉消しを謀る追手の対決を描いたアクション作品。クリント・イーストウッドが主演・監督を兼任。題名は「ガントレット」から（銃撃で同様の仕打ちを受けるシーンがクライマックスにある）。

## あらすじ
アリゾナ州フェニックス市警察に勤務するベン・ショックリーは、市警察委員長（コミッショナー）ブレークロックから、ある事件の裁判で検察側の証人として出廷予定の女マリーをラスベガスから護送してくるように命じられる。ショックリーはマリーを連れ出そうとするが、「命を狙われているから、巻き込まれる前に帰って」と拒否される。ショックリーとマリーは車に乗り込み空港に向かうが、途中で何者かの襲撃を受け、二人は彼女の家に避難する。ショックリーはブレークロックに応援を要請するが、何故か地元警察に包囲されて銃撃を受ける。何とかその場を脱出した二人は付近をパトロール中の警官を脅してパトカーに乗り込み、そこから州境に向かう。
しかし、ショックリーから連絡を受けたブレークロックは州境に警官を派遣し、パトカーを銃撃させる。異変を察知してパトカーを降りていたショックリーがマリーを問いただすと、彼女がブレークロックのスキャンダルを握っていることを知り、そのせいで狙われていることに気付く。翌朝、ショックリーは暴走族からバイクを奪いフェニックス市に向け出発し、途中で友人のジョセフィン刑事に連絡を取るが、彼から自分が指名手配されていることを知らされる。そこにブレークロックが派遣した警官がヘリコプターから銃撃を始め、二人は逃げ出す。逃走の末にヘリコプターは墜落するが、銃撃されてバイクが故障したため、貨物車に乗り込む。
途中でホテルに滞在したショックリーは再びジョセフィンに連絡を取り、ブレークロックに「裁判所に乗り込むから市街地の市民を避難させるように」と告げる。彼はマリーをホテルに残そうとするが、彼女はショックリーと共に裁判所に乗り込む決意を固める。二人は観光バスを乗っ取り、運転席を鉄板で防護してフェニックス市に向かう。一方、ジョセフィンは検事のフェイダースピールに相談を持ち掛けショックリーを救おうとするが、フェイダースピールはブレークロックの仲間だったため、ブレークロックとフェイダースピールはジョセフィンを利用して罠を仕掛ける。
フェニックス市に到着した二人の元にジョセフィンが現れ、「フェイダースピールが味方になったから、バスを降りて裁判所に来て欲しい」と告げる。ショックリーは罠だと疑うが、マリーの説得を受けてバスを降りる。しかし直後にブレークロックの部下に狙撃を受けてジョセフィンが射殺され、自身も足を負傷する。友人を殺され怒りを抱いたショックリーはバスに乗り込み裁判所に向かう。バスは警官隊からの銃撃を受けながら裁判所に向かい、三度目の銃撃を受けて大破し、裁判所の前で停止する。バスから降りた二人の元にブレークロックとフェイダースピールが現れ、二人を殺すように命令するが警官たちは動かず、ショックリーはフェイダースピールを人質にして自分たちを狙った理由を聞き出す。フェイダースピールは「ブレークロックとマフィアとの関係が露見することを防ごうとした」と自白するが、直後にブレークロックに射殺され、ショックリーも撃たれる。直後にショックリーの銃を手にしたマリーがブレークロックを射殺し、二人は裁判所を後にする。

## 登場人物
ベン・ショックリー
演 - クリント・イーストウッド
アリゾナ州フェニックス市警察に勤務する警察関係者。徹夜でポーカーをしたり、髭を剃らずに出勤するなど、だらしない。冷静な判断力を持つが半狂乱の態度をとられたとはいえ、女性であるマリーに手を出すなど、少々粗暴。一般人のマリーに拳銃を渡すなど荒唐無稽だが、そのマリーに拳銃を突き付けられても平然とする胆力を持つ。
ガス・マリー
演 - ソンドラ・ロック
ある事件の裁判で検察側の証人として出廷する予定の女性。情婦。気が強いが健気。売春の罪で警察に捕まっている。素人ながらに銃の扱いに長けている。
ジョセフィン
演 - パット・ヒングル
刑事。ベンの友人。だらしないショックリーを心配し、世話を焼いている。
ブレークロック
演 - ウィリアム・プリンス
市警察委員長。
フェイダースピール
演 - マイケル・カバナー
検事。
ジェイル・マトロン
演 - マーラ・コーディ
マリーの看守を担当していた。

## キャスト
| 役名                   | 俳優                     | 日本語吹替 （追加録音部分）  |
| ---------------------- | ------------------------ | ---------------------------- |
| ベン・ショックリー     | クリント・イーストウッド | 山田康雄 （多田野曜平）      |
| ガス・マリー           | ソンドラ・ロック         | 高島雅羅 （高島雅羅）        |
| ジョセフィン           | パット・ヒングル         | 富田耕生 （茶風林）          |
| ブレークロック         | ウィリアム・プリンス     | 納谷悟朗                     |
| 警官                   | ビル・マッキーニー       | 青野武 （伊藤健太郎）        |
| フェイダースピール     | マイケル・カバナー       | 納谷六朗                     |
| ウェイトレス           | キャロル・クック         | 片岡富枝                     |
| ジェイル・マトロン看守 | マーラ・コーディ         | 鳳芳野                       |
| ブッキー               | ダグ・マクグラス         | 村松康雄                     |
| 巡査部長               | ジェフ・モリス           | 峰恵研                       |
| バイカー               | サマンサ・ドーン         | 山田栄子                     |
| バイカー               | ロイ・ジェンソン         | 緒方賢一                     |
| バイカー               | ダン・ヴァディス         | 千田光男                     |
| バス運転手             | カーバー・バーンズ       | 長堀芳夫                     |
| 救急隊員               | ロバート・バレット       | 谷口節                       |
| 救急隊員               | ロジャー・ロー           | 広瀬正志                     |
| その他                 | N/A                      | 城山知馨夫 塩屋浩三 羽村京子 |

- 日本語吹替 - フジテレビ版・初回放送1983年4月23日『ゴールデン洋画劇場』21:02-22:54

Blu-ray Disc収録。ただし、吹替が存在するはずのいくつかの台詞が原語に戻ってしまう。
2018年10月13日、長尺音源ではなく再放送時の短縮版に追加録音した「吹替補完版」がWOWOWにて放送された。

## スタッフ
- 監督：クリント・イーストウッド
- 製作：ロバート・デイリー
- 脚本：マイケル・バトラー、デニス・シュリアック
- 撮影：レックスフォード・L・メッツ
- 音楽：ジェリー・フィールディング
- 編集：ジョエル・コックス、フェリス・ウェブスター
- 提供：マルパソ・プロダクションズ

日本語版
- 演出：伊達渉
- 翻訳：飯嶋永昭
- 調整：山田太平
- 効果：遠藤堯雄、桜井俊哉
- 制作：東北新社

日本語字幕
- 高瀬鎮夫[2]

## 音楽
ジェリー・フィールディングが作曲・指揮し、アート・ペッパーとジョン・ファディスが参加したサウンドトラック・アルバムがリリースされた。

## 評価
レビュー・アグリゲーターのRotten Tomatoesでは27件のレビューで支持率は74%、平均点は5.90/10となった。Metacriticでは10件のレビューを基に加重平均値が59/100となった。